# Bandel
 (décembre 2014).
Si vous disposez d'ouvrages ou d'articles de référence ou si vous connaissez des sites web de qualité traitant du thème abordé ici, merci de compléter l'article en donnant les références utiles à sa vérifiabilité et en les liant à la section « Notes et références ».
Bandel est un ancien quartier colonial portugais, sur la rive droite du Hooghly, au Bengale Occidental (Inde). Situé à une quarantaine de kilomètres au nord de Calcutta il est aujourd’hui intégré à la municipalité de Chinsurah-Mogra, dans le district de Hooghly, tout en faisant partie de la zone métropolitaine de Calcutta. Il est surtout connu pour son ancienne église (XVIIe siècle), devenue basilique mariale.

## Histoire
Un monastère augustinien est construit vers 1660 pour le service pastoral de la colonie portugaise établie sur les bords du Hooghly. L’église, dont la pierre d'angle porte la date de 1599, est un des plus anciens édifices religieux chrétiens du Bengale. 

## Communications
La Bandel station, à 40 kilomètres de Howrah, est un nœud ferroviaire. Trois lignes des Eastern Railways s’y rejoignent : la ligne Howrah-Bardhaman (section de l’ancienne ligne de Delhi), et deux lignes secondaires : Bandel-Naihati (avec connexion vers la gare de Sealdah) et Bandel-Katwa. Une seconde gare ferroviaire, Hooghly station se trouve également à Bandel.

## Économie
- La Bandel Thermal Power Station[1], inaugurée en 1965 avec une capacité de production de 82.5MW produit aujourd’hui 530MW et est la source principale d’énergie électrique de la ville de Kolkata. Elle est gérée par le West Bengal Power Development Corporation [WBPDCL].
- ‘Dunlop Factory’ est une importante fabrique de pneumatiques (à Sahaganj).
- Le marché de Bandel, un des plus importants du district de Hooghly, et la basilique du Saint-Rosaire, comme centre touristique et de pèlerinage marial, sont également sources de revenus économiques.